# Coptops senegalensis
Coptops senegalensis là một loài bọ cánh cứng trong họ Cerambycidae.